# 西健一郎 (トレーダー)
西健一郎は、日本の金融トレーダー、Long Corridor Global Asset Management 日本代表、ガイア・キャピタル・マネジメント社長。1997年から2003年までゴールドマン・サックスに在籍し、約20億ドルの日本転換社債で運用するポートフォリオや、約30億ドルのDKRオアシスを運用した後、日本フォーカス型のヘッジファンドを立ち上げた。2003年にコネチカット州のヘッジファンドに転職した。2005年9月にガイア・キャピタル・マネジメントを設立した。住友商事からシードマネー30億円を得て、2年弱で運用資産を140億円に増やした。運用戦略はマルチストラテジーである。